# 킹 크림슨
킹 크림슨(King Crimson)은 1968년 런던에서 결성된 영국의 프로그레시브 록 밴드이다. 그들은 1970년대 초 프로그레시브 록 운동과 더 최근의 록 및 실험 예술가들에게 강한 영향을 끼쳤다. 밴드는 역사를 통틀어 꾸준히 인사 변화를 겪어왔지만, 유일하게 남은 창단 멤버인 기타리스트이자 작곡가인 로버트 프립이 창작의 견인차 역할을 했다. 그는 종종 밴드의 리더로 보여지지만, 프립 자신은 이 꼬리표를 피하는 경향이 있다. 킹 크림슨은 많은 숭배자를 얻었다. 그들은 VH1의 100대 하드 록 아티스트에서 87위에 올랐다. 처음에는 프로그레시브 록(원래는 확장된 악기 부분을 특징으로 하는 긴 작곡으로 특징지어지는 장르)에서 중요한 세력으로 여겨졌지만, 특히 프립은 종종 장르와 거리를 두었다. 킹 크림슨은 다양한 장르와 접근법으로부터 영향을 받았다. 클래식, 재즈, 포크, 헤비 메탈, 가믈란, 실험 음악은 모두 밴드에 의해 재해석되고 탐구되어 왔으며, 그들은 프로그레시브, 사이키델릭, 얼터너티브 메탈, 하드코어, 노이즈 밴드 및 작곡가의 여러 세대에 영향을 미쳤다.
성공적이지 못한 사이키델릭 팝 트리오 자일스, 자일스 & 프립로부터 개발된 초기 킹 크림슨은 초기 프로그레시브 록의 형성의 핵심으로, 예스와 제네시스 같은 동시대 사람들의 음악에 강한 영향을 주고 변화시켰다. 그들의 데뷔 음반인 《In the Court of the Crimson King》 (1969년)은 재즈, 클래식, 실험 음악으로 가장 성공적이고 영향력 있는 음반으로 남아있다. 그들의 성공은 1969년 런던 하이드 파크에서 열린 롤링 스톤스의 오프닝 공연 이후 증가했다. 《In the Wake of Poseidon》 (1970년)과 덜 성공한 실내악 재즈에서 영감을 받은 《Lizard》 (1970년), 그리고 《Islands》 (1971년)에 이어, 유럽 록 즉흥 연주에 대한 그들 자신의 취지를 개발하기 위해 다시 포맷하고 기악을 바꾸면서, 《Larks' Tongues in Aspic》(1973년), 《Starless and Bible Black》(1974년), 《Red》(1974년)에서 새로운 창조적 정점에 도달했다. 그리고 프립은 1974년 그룹을 해체했다.
1981년 킹 크림슨은 음악 방향과 기악의 또 다른 변화로 개혁하였다(영국과 미국의 인력을 처음으로 합친 것 외에 가믈란, 포스트펑크, 뉴욕 미니멀리즘에서 가져온 기타와 영향력을 배가시켰다). 이것은 3년 동안 지속되었고, 3개의 음반 《Discipline》 (1981년), 《Beat》 (1982년), 《Three of a Perfect Pair》 (1984년)의 결과로 이어졌다. 10년간의 공백 끝에 프립은 1994년 MIDI 기술을 통해 새로운 창의적 옵션과 70년대 중반과 1980년대 중반의 접근 방식을 혼합하여 "더블 트리오" 섹스텟으로 그룹을 부활시켰다. 이로 인해 《THRAK》(1995년)이 출시되는 등 또 다른 3년 주기의 활동이 이루어졌다. 킹 크림슨은 2000년에 좀 더 산업 지향적인 콰르텟(또는 "더블 듀오")로 다시 재결합했고, 2000년에 《The Construkction of Light》와 2003년에 《The Power to Believe》를 발표했고, 더 많은 인사들 간의 의견 충돌 끝에, 2008년 그들의 40주년 기념 투어를 위해 더블 드러머 퀸텟으로 확장했다.
2009년과 2012년 사이의 또 다른 공백기에 이어, 킹 크림슨은 2013년에 다시 한번 개혁을 단행했다. 이번에는 이례적인 3개 드럼 키트 전방과 1972년 이후 처음으로 색소폰/플루트를 라인업에 복귀시키는 셉텟(그리고 나중에 옥텟)로서. 킹 크림슨의 현재 버전은 계속해서 순회공연을 하고 라이브 음반을 발표하면서 밴드의 경력에 걸쳐 음악을 상당히 재정렬하고 재해석했다.
1997년 이후, 몇몇 음악가들은 프로젝트(ProjeKcts)라고 부르는 일련의 관련 밴드를 통해 밴드의 작업과 접근 방식의 측면을 추구해 왔다.

## 음반 목록
스튜디오 음반
- 《In the Court of the Crimson King》 (1969년)
- 《In the Wake of Poseidon》 (1970년)
- 《Lizard》 (1970년)
- 《Islands》 (1971년)
- 《Larks' Tongues in Aspic》 (1973년)
- 《Starless and Bible Black》 (1974년)
- 《Red》 (1974년)
- 《Discipline》 (1981년)
- 《Beat》 (1982년)
- 《Three of a Perfect Pair》 (1984년)
- 《THRAK》 (1995년)
- 《The ConstruKction of Light》 (2000년)
- 《The Power to Believe》 (2003년)